# وژمه صافی
وژمه صافی (زاده ۱۳۴۲ ولسوالی چوکی ولایت کنر) سیاستمدار افغانستان و نماینده مردم ولایت کنر در دوره شانزدهم مجلس نمایندگان است. وی در مجلس شانزدهم نمایندگان افغانستان عضو کمیسیون امور داخلی می‌باشد.

## زندگی‌نامه
وژمه صافی زاده ۱۳۴۲ از ولسوالی چوکی ولایت کنر می‌باشد. ایشان تحصیلات ابتدایی خود را در لیسه/دبیرستان عایشه درانی کابل در سال ۱۳۵۲ به اتمام برد و از آکادمی پلیس فارغ‌التحصیل شد. وی مدتی در کشور آلمان آموزش دید و در افغانستان در بخش نظامی و حقوق بشر مشغول به فعالیت شد.

## دیگر فعالیت‌ها
دیگر فعالیت‌های ایشان:
- مشاور نظامی.
- کارمند دفتر زون شرق کمیسیون مستقل حقوق بشر.